# Gondrexon
Gondrexon település Franciaországban, Meurthe-et-Moselle megyében. Lakosainak száma 32 fő (2022. január 1.). Gondrexon Autrepierre, Chazelles-sur-Albe, Leintrey és Reillon községekkel határos.

## Népesség
A település népességének változása:
| Lakosok száma | 43   | 29   | 26   | 32   | 34   | 38   | 43   | 37   | 34   | 32   |
|               | 1968 | 1982 | 1990 | 2006 | 2013 | 2015 | 2017 | 2019 | 2020 | 2022 |